# Solteras
Solteras es una película de comedia romántica mexicana de 2019 dirigida por Luis Javier Henaine, escrita por Luis Javier Henaine, Alejandra Olvera Ávila y protagonizada por Cassandra Ciangherotti, Gabriela de la Garza e Irán Castillo. La trama gira en torno a Ana (Cassandra Ciangherotti) quien en su búsqueda de marido recurre a un profesional en busca de ayuda.

## Sinopsis
Ana sueña con llegar casada a los treinta, pero por más que lo intenta, no encuentra al hombre ideal. Decidida a cumplir con su objetivo, busca la ayuda de una casamentera que da cursos donde orienta a mujeres desesperadas por encontrar pareja. Junto al grupo de solteras, Ana experimentará una serie de desventuras que la harán replantearse su vida.

## Reparto
- Cassandra Ciangherotti como Ana
- Gabriela de la Garza como Lucila
- Irán Castillo como Ilse
- Sophie Alexander-Katz como Sandra
- Flor Edwarda Gurrola como Lola
- Mariana Cabrera como Ema
- Juan Pablo Medina como Diego
- Pablo Cruz como Gabriel
- Diana Bovio como Julia
- Andrés Almeida como Emilio
- Mar Carrera como Mari
- Leonardo Daniel como Héctor
- Lucía Uribe Bracho como Tamara
- Tatiana del Real como Ingrid
- Francisco de la Reguera como Rodrigo